# Flaming (canção)
"Flaming" é uma canção da banda britânica de rock Pink Floyd, lançada no álbum The Piper at the Gates of Dawn, de 1967. Escrita por Syd Barrett, a faixa descreve um jogo infantil, e foi executada pela banda algumas vezes após a saída de Syd.
Foi lançada como single através da Tower Records, mas não atingiu nenhuma parada.

## Composição
A canção originalmente se chamava "Snowing".  A letra de Barrett descreve um jogo infantil com imagens fantásticas, incluindo a frase "here we go, ever so high".

## Lançamento
"Flaming" também foi o terceiro single do Pink Floyd nos EUA e foi lançado pela Tower Records, mas não entrou nas paradas. A mixagem mono do single americano de "Flaming" é ligeiramente editada em relação a outras versões estéreo ou mono da gravação. Esse single norte-americano foi lançado no lugar do single "Apples and Oranges" no Reino Unido (com a inclusão de "Paint Box"), que não havia conseguido entrar nas paradas britânicas.
Esse foi o primeiro dos dois singles do Pink Floyd nos EUA lançados no Tower que não foram lançados como single no Reino Unido. O outro single americano que não foi lançado no Reino Unido foi o duplo "Let There Be More Light"/"Remember a Day" .

## Performances ao vivo
Uma versão ao vivo de "Flaming" (na época conhecida como "Snowing") foi tocada no All Saints Hall, em Londres, em 1966. A música permaneceu como um elemento básico ao vivo até o final de 1968, com David Gilmour cantando o vocal principal depois que Barrett deixou a banda no início do ano. Uma versão apresentada no Paradiso, em Amsterdã, em 31 de maio, foi transmitida pela NTS, enquanto uma apresentação no L'Antene du Chapiteau du Kremlin-Bicêtre, em Paris, em 31 de outubro, foi transmitida pela ORTF.

## Faixas
Todas as faixas foram escritas por Syd Barrett.
1. "Flaming" (2:46)
2. "The Gnome" (2:13)

## Ficha técnica
- Syd Barrett — guitarra e vocais
- Richard Wright — teclado, órgão e backing vocal
- Roger Waters — baixo e backing vocal
- Nick Mason — bateria e percussão